# Sufetula metallias
Sufetula metallias là một loài bướm đêm trong họ Crambidae.